# Sascha Urweider
Sascha Urweider (Meiringen, 18 de setembre de 1980) va ser un ciclista suís, que fou professional entre el 2004 i el 2006, quan va donar positiu en testosterona i va ser apartat del seu equip.

## Palmarès
- 2003
  - Vencedor d'una etapa al Giro de la Vall d'Aosta

### Resultats al Giro d'Itàlia
- 2005. 139è de la classificació general